# Anna-Stina Nilstoft
Anna-Stina Lorentze Nilstoft, (1928–2017) foi uma pintora sueca.
Ela é a filha de överingenjören Malte Nilsson e Greta Westerlin. Nilstoft estudou na escola de pintura Scanian, em Malmö, 1952-1954, e, na escola de pintura Marie Wadskjærs em Copenhaga, 1955-1958, e através do autoestudo de viagens para França, Itália, Espanha e Portugal. Ela apareceu em 1957, em uma exposição no museu Kalmar county, onde teve vários curadores e foi convidada para mostrar a arte local. Juntamente com Birgit Krafft-Wæsterberg e colaboradores de trabalho ela estava em no Liceu Gamleby folk, em 1958, e separadamente, ela foi incluindo no Västervik, Suécia. Sua arte consiste em interiores, naturezas-mortas e figuras feitas em óleo. Ela morreu em 17 de julho de 2017 em Höganäs, Suécia.